# Waliszowska Woda
Waliszowska Woda – rzeka górska	 w  południowej Polsce w woj. dolnośląskim w Sudetach Wschodnich, na Wysoczyźnie Idzikowskiej
Górska rzeka, o długości około 14,3km, prawy dopływ Nysy Kłodzkiej, jest ciekiem III rzędu należącym do dorzecza Odry, zlewiska Morza Bałtyckiego.

## Charakterystyka
Źródło rzeki położone jest w południowo-wschodniej części pasma Krowiarek na południowych obrzeżach miejscowości Marcinków na północnym stoku bezimiennego wzniesienia o kocie 878 m n.p.m., na wysokości ok. 830 m n.p.m. W części źródliskowej spływa w kierunku północno-zachodnim, wąską zalesioną doliną. Niżej na poziomie 710 m n.p.m., rzeka skręca na zachód i płynie dobrze wykształconą V-kształtną doliną między wzniesieniami Suchoń po południowej stronie i Górzyca po północnej stronie w kierunku miejscowości Kamienna. W miejscowości Kamienna rzeka skręca na północ i płynie niezalesioną doliną w kierunku miejscowości Nowy Waliszów mijając po zachodniej stronie wzniesienie Łazek. Około 800 m przed Nowym Waliszowem rzeka skręca bardzo ostro na południowy zachód wpływając do przełomowej zalesionej doliny omijając po południowej stronie wzniesienie Łazek. Opuszczając dolinę zmienia kierunek północny zachód i wpływa pomiędzy zabudowania miejscowości Stary Waliszów. W centrum miejscowości Stary Waliszów rzeka płynie w kierunku zachodnim do ujścia, gdzie na wysokości ok. 325 m n.p.m. na zachód od Starego Waliszowa, uchodzi do Nysy Kłodzkiej. Koryto rzeki kamienisto-żwirowe słabo spękane i na ogół nieprzepuszczalne z małymi progami kamiennymi, na których w górnym biegu w kilku miejscach występują niewielkie progi. W większości swojego biegu płynie obok drogi, wśród terenów zabudowanych i lasów. Zasadniczy kierunek biegu rzeki jest północno-zachodni. Jest to rzeka górska odwadniająca ze swymi dopływami zachodnią część Krowiarek oraz odprowadza część wód z Wysoczyzny Idzikowskiej. Rzeka w górnym biegu dzika, w środkowym i dolnym biegu częściowo uregulowana. Ze względu na górski charakter i mały stopień uregulowania tworzy niewielkie meandry. W większości swojego biegu płynie lasem, brzegi w 90% zadrzewione, szerokość koryta do 4,5 m. a śr. głębokość 0,35 m., dno bez roślin. Rzeka charakteryzuje się dużymi nie wyrównanymi spadkami podłużnymi i zmiennymi wodostanami, znajduje się na niej szereg progów redukujących spadek. W potoku z ichtiofauny występuje: pstrąg potokowy, strzebla potokowa, śliz, głowacz białopłetwyh i lipień.
W przeszłości rzeka nosiła nazwę: niem. Waltersdorfer Wasser.

## Dopływy
- lewe – dopływ z Suchonia, dopływ koło góry Łazek, Pławienka.
- prawe – dopływ z Marcinkowa, Równica, Panna.

oraz kilka bezimiennych strumieni i potoków mających źródła na zboczach przyległych wzniesień.

## Miejscowości nad rzeką
Marcinków, Kamienna, Stary Waliszów